# Bronzfejű amazília
A bronzfejű amazília (Agyrtria candida) a madarak osztályának sarlósfecske-alakúak (Apodiformes) rendjébe és a kolibrifélék (Trochilidae) családjába tartozó faj.
A magyar név forrással nincs megerősítve.

## Rendszerezés
Besorolása vitatott, egyes rendszerezők az Amazilia nembe sorolják Amazilia candida néven.

## Előfordulása
Mexikó déli részén, Belize, Costa Rica, Guatemala, Honduras és Nicaragua területén honos. A természetes élőhelye szubtrópusi vagy trópusi száraz erdők, síkvidéki- és hegyi esőerdők, valamint ültetvények.

## Alfajai
- Agyrtria candida candida (Bourcier & Mulsant, 1846)
- Agyrtria candida genini (Meise, 1938)
- Agyrtria candida pacifica (Griscom, 1929)[2]